# Mezzogiorno di... fifa
Mezzogiorno di... fifa (Pardners) è un film comico del 1956 diretto da Norman Taurog ed interpretato da Dean Martin e Jerry Lewis. È il sedicesimo film che hanno girato e il penultimo insieme.

## Trama
Slim Mosley e Wade Kingsley vengono uccisi da alcuni banditi che assalivano ripetutamente il loro ranch, ma in punto di morte hanno giurato che i loro figli li avrebbero un giorno vendicati.
Wade Kingsley Jr., che sogna di diventare un cowboy, viene cresciuto da una madre molto severa, il cui carattere intransigente rende il giovane molto infantile. Quando Slim Mosley Jr. va dalla madre di Wade per chiedere un prestito per l'acquisto di "Cucciolo", un animale per il suo ranch, e la madre di Wade glielo rifiuta, Wade decide di seguire Slim per diventare un cowboy. Avendo parecchio denaro a disposizione, Wade acquista "Cucciolo" per sdebitarsi con Slim: questi infatti aveva partecipato a un rodeo il cui premio era l'animale, ma l'idiozia di Wade lo aveva fatto perdere. Sul treno merci che li conduce al ranch per ritirare "Cucciolo", Slim inizialmente tenta di allontanare Wade ma poi cambia idea e lo tiene con sé. Giunti al ranch, trovano che esso è preso d'assalto da banditi capitanati dall'insospettabile direttore di banca, figlio di colui che aveva a suo tempo ucciso i padri di Wade e Slim.
Wade viene nominato sceriffo e nomina Slim vice sceriffo, malgrado quest'ultimo appaia inizialmente troppo imbranato per difendere il ranch. Quando Slim viene a sapere di dover onorare un debito nei confronti della banca, si presenta a pagarlo. Il direttore, essendo anche capo dei banditi, ordina di nascosto ai suoi uomini di rapinare la banca e rubare il denaro dello sceriffo. Questi, vedendo i rapinatori, si traveste a sua volta da bandito per poterli seguire dopo che hanno sottratto il denaro. Slim a sua volta si lancia all'inseguimento di Wade. I rapinatori si nascondono in una casa che decidono di far esplodere con la dinamite, dopo avervi scoperto Wade. Slim arriva per uccidere i banditi, che intanto hanno legato e imbavagliato Wade e hanno acceso la dinamite, ma non se ne accorge e viene tramortito dal direttore di banca, sopraggiunto nel frattempo. I rapinatori si danno alla fuga, lasciando Wade legato e Slim privo di sensi, e con la dinamite sul punto di esplodere. Con l'astuzia, Wade riesce a svegliare Slim, che lo libera, e insieme riescono a scappare prima che la casa esploda. Tornati al luogo di partenza, dove i banditi stanno tentando di farli passare per traditori, Wade e Slim li fanno arrestare, anche grazie alle capacità inaspettate di Wade.

## Distribuzione
Il film è stato distribuito nelle sale cinematografiche italiane nel mese di febbraio del 1957.

### Data di uscita
Alcune date di uscita internazionali nel corso degli anni sono state:
- 25 luglio 1956 negli USA (Pardners)[2]
- 21 febbraio 1957 in Italia[3]

## Accoglienza

### Incassi
Negli USA la pellicola ha incassato 3,6 milioni di dollari.
In Italia si è classificata al 30º posto tra i primi 100 film di maggior incasso della stagione cinematografica 1956-1957.